# Ha’Chulya
Die Ha’Chulya (hebräisch החוליה) war eine Sondereinheit des Palyam, die auf Unterwassereinsätze spezialisiert war und mehrere Sabotageakte gegen die Britische Marine durchführte. Nach der Staatsgründung Israels ging die Ha’Chulya in der Israelischen Marine auf und stellte eine wichtige Keimzelle der Schajetet 13.

## Geschichte

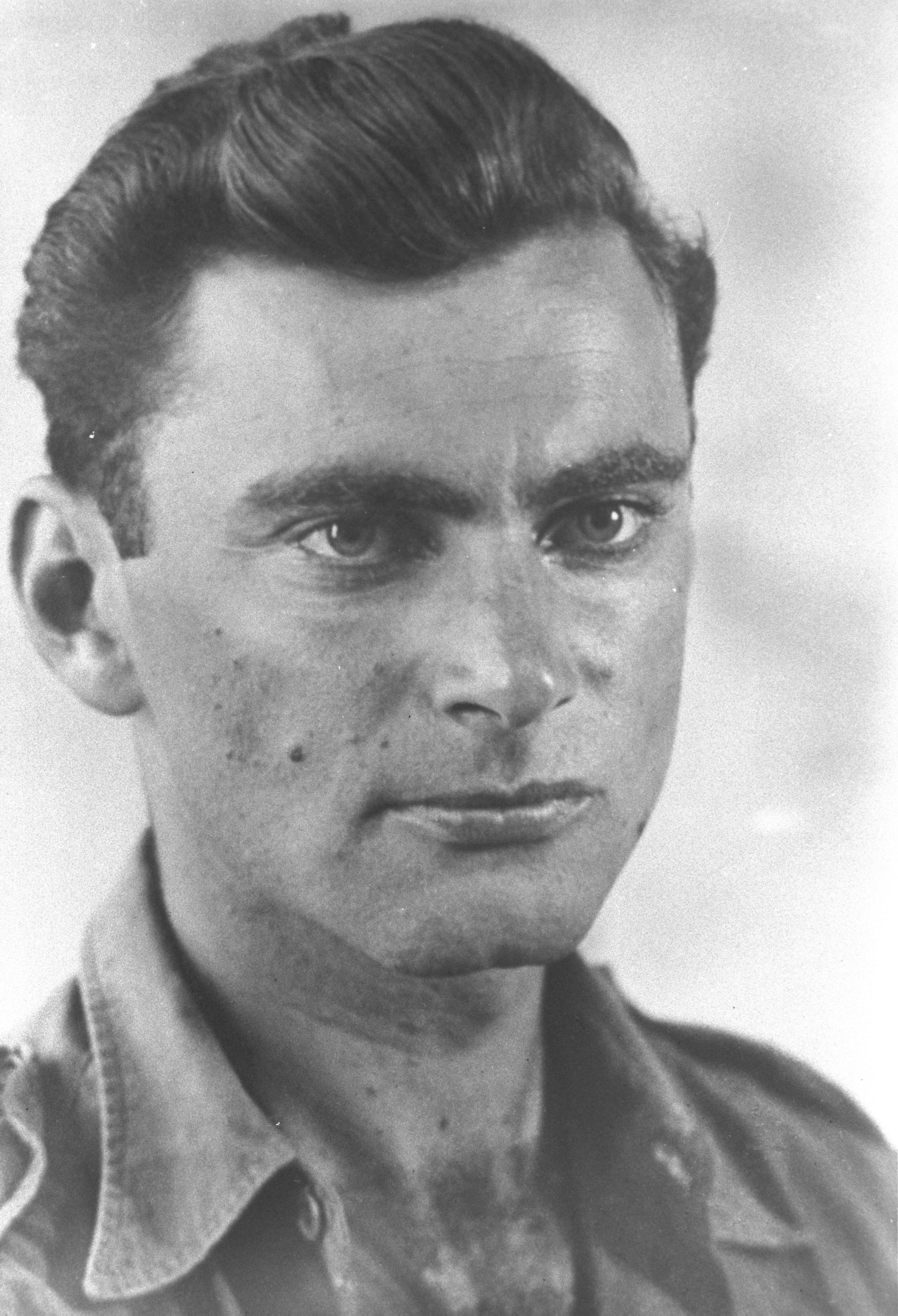
Yohai Ben-Nun, erster Leiter der Ha'Chulya (1949)

Die Ursprünge der Gruppe Ha’Chulya reichen bis in die „Nacht der Eisenbahnen“ am 2. November 1945 zurück. Bei der groß angelegten Operation wurden im gesamten Mandatsgebiet zahlreiche Sabotageakte gegen die britische Mandatsverwaltung und Infrastruktur durchgeführt. Als Teil dieser Operation drang der Palyam unter der Leitung von Yohai Ben-Nun mit einer Gruppe in den Hafen von Haifa ein und brachten an zwei Küstenwachschiffe, die gegen die Schiffe der Alija Bet zum Einsatz kamen, am Bootsboden Sprengladungen an. Weitere Palyamniks sabotierten im Hafen von Jaffo ein weiteres Küstenwachschiff. Die Sprengsätze waren im Kibbuz Sdot Jam selbst hergestellt und wasserdicht in Motorradschläuchen verpackt. Durch Zeitzünder explodierten die Sprengsätze in den frühen Morgenstunden und beschädigten die Boote schwer.
Die Briten gingen davon aus, dass dies das Werk professioneller Saboteure mit modernster Ausrüstung war. Dabei war die Ausrüstung der Palyamniks primitiv – sie hatten keine Tauchanzüge, Flossen oder Schnorchel zur Verfügung, auch keine Fluchtboote. Als Abwehrmaßnahme gegen weitere Sabotageakte wurden die Küstenwachschiffe direkt bei der Hafenpolizei angelegt und durch Schutznetze, Flutlicht und permanente Patrouillen mit kleinen Beibooten gesichert. Dadurch war eine größere Anzahl britischer Soldaten in den Häfen gebunden und diese standen somit nicht für andere gegen jüdische Einrichtungen oder Aktionen gerichtete Einsätze zur Verfügung.
Der Erfolg dieser ersten Unterwasser-Sabotageaktion gegen britische Schiffe ermutigte die Palmach-Führung, dauerhaft eine derartige Einheit für Unterwassersabotage unter der Leitung von Ben-Nun zu gründen. Die Einheit bestand aus einer permanenten Kernzelle von fünf bis sechs Personen, für konkrete Aktionen wurden weitere Palyamniks hinzugezogen. Bekannt wurde die Einheit nur unter dem Begriff „die Gruppe“, auf hebräisch Ha’Chulya. In der ersten Zeit war die Ausstattung der Ha’Chulya so primitiv wie in der „Nacht der Eisenbahnen“.
Bis etwa Anfang 1947 war der Schwerpunkt der Ha’Chulya-Aktionen in Palästina. Dann wurden die britischen Abwehrmaßnahmen zu stark und effektiv, so dass der Aktionsschwerpunkt der Ha’Chulya ab April 1947 nach Britisch-Zypern verlegt wurde. Durch die aufgrund eines britischen Regierungsbeschlusses zahlreichen und überfüllten Deportationslager auf Zypern bestanden dort bessere Bedingungen als Operationsbasis und zur Rekrutierung neuer Kämpfer.
Mit der Auflösung des Palyam endet auch die Zeit der Ha’Chulya. 1948 wurden zwei Sondereinheiten in der Israelischen Marine installiert, die ihren Ursprung in der Ha’Chulya hatten. Die eine Einheit war die Unterwassersabotage unter der Leitung von Yossale Dror, die andere waren die Sprengboote unter der Leitung von Yohai Ben-Nun. In dieser Einheit wurden Schnellboote mit Sprengstoff beladen und im Kampfeinsatz auf Kollisionskurs mit feindlichen Schiffen gebracht. Rechtzeitig vor der Kollision sprang der Bootsführer ab um sich selbst zu retten. Die beiden Einheiten wurden zum 1. Januar 1950 vereinigt und bildeten den Grundstock der neuen Schajetet 13.

## Besondere Mitglieder
Zu den verdienten Mitgliedern der Ha’Chulya – unabhängig davon ob sie zur Kerneinheit gehörten oder für konkrete Einsätze hinzugezogene Palyamniks waren – gehören folgende Personen:
- Jochai Ben-Nun
- Schlomo Kimchi
- Mosche Nachschon
- Izzy Rahav
- Gerschon Agmon-Karlinsky
- Gideʿontschik Rosen
- Schaʾul Oren-Aharonov
- 'Jossele' Josef Dror-Huber
- Ossie Ravid-Schmukler
- Mosche Chadad
- Misso Abarbanel
- Jehuda Ben-Zur
- Joske Rom-Romanovsky
- Elijahu Glaser
- Jigʾal Weiss
- Aharon Ben-Josef
- Meʾirke Avraham
- Chaim Winkler
- Uzi Scharon
- Avraham Chen
- Jona Fodor
- 'Beni' Binjamin Kravitz
- Gideʿon Vaʿadi
- Gavriel Rapaport

## Aktionen
Die Ha'Chulya-Aktionen war gegen britische Schiffe gerichtet, die direkt oder indirekt an der Operation Igloo beteiligt waren:
- Sabotage des britischen Deportationsschiffs Empire Haywood am 18. August 1946 im Hafen von Haifa
- Sabotage des britischen Deportationsschiffs Empire Rival am 22. August 1946 im Hafen von Haifa
- Sabotage zweier Barkassen und eines Patrouillenboots im Hafen von Haifa
- Sabotage des britischen Deportationsschiffs Ocean Vigour am 2. April 1947 im Hafen von Famagusta
- Erneute Sabotage des britischen Deportationsschiffs Empire Rival am 4. April 1947 auf ihrer Überfahrt nach Ägypten
- Sabotage des britischen Deportationsschiffs Empire Life Guard am 23. Juli 1947 im Hafen von Haifa

Im September 1946 misslang eine Sabotageaktion gegen einen britischen Zerstörer während seiner Betankung im Hafen von Haifa. Im Erfolgsfall hätte diese Sabotage das Potential für erhebliche Auswirkungen gehabt.